# F930 Leopold I (1991)
De F930 Leopold I is een Belgisch polyvalent fregat dat de Belgische marine heeft aangekocht van de Nederlandse marine, waar het tussen 1991 en 2006 onder de naam Hr. Ms. Karel Doorman voer. Het fregat, dat sinds 2008 in dienst is bij de Belgische marine, krijgt taken in het kader van internationale operaties.

## Voorgeschiedenis
De F930 Leopold I was onder de naam Hr. Ms. Karel Doorman een Nederlands multifunctioneel fregat van de ernaar genoemde Karel Doormanklasse. Het schip is net als alle andere schepen van de Karel Doormanklasse gebouwd door de scheepswerf Koninklijke Schelde Groep uit Vlissingen. Het schip is in 1988 opgeleverd en in 1991 in dienst genomen door de Nederlandse marine. Op 22 december 2005 vond de ondertekening van de overeenkomst tot verkoop aan de Belgische marine plaats. In 2006 nam de Nederlandse marine de Karel Doorman uit dienst, om hem over te dragen aan de Belgische marine.
De Belgische marine nam het schip op 29 maart 2007 in dienst als F930 Leopold I, naar Leopold I, de eerste Koning der Belgen.

## Taken
De F930 Leopold I krijgt als escorterend polyvalent fregat taken in het kader van vredeshandhaving in het kader van de NATO Response Force, vredesoplegging, defensiediplomatie en collectieve verdediging namens verdragen in NAVO- en WEU/EU-verband. In 2015 escorteerde  het fregat het Franse vliegdekschip R91 Charles de Gaulle.

## Afbeeldingen

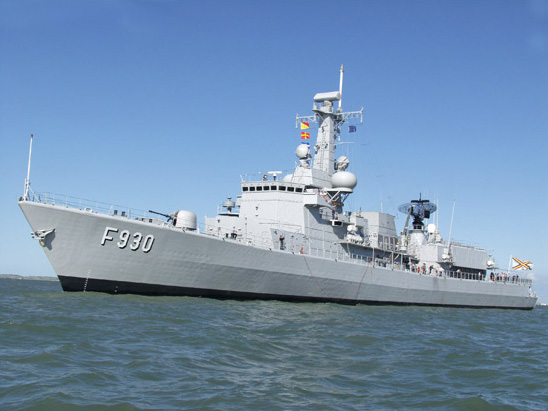
Bakboordzijde
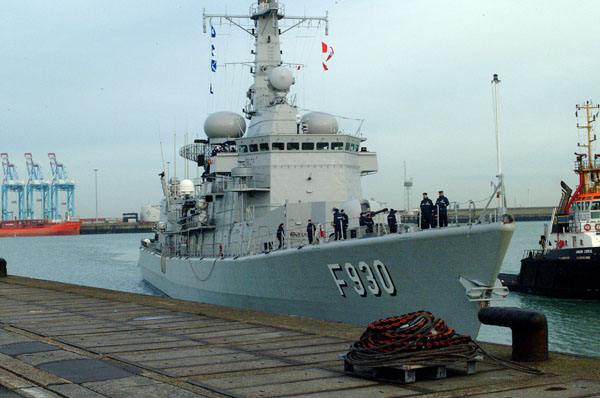
Stuurboordzijde
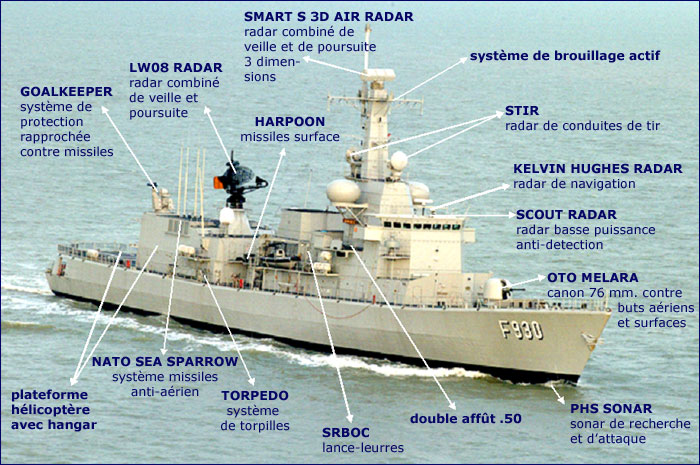
Bewapening
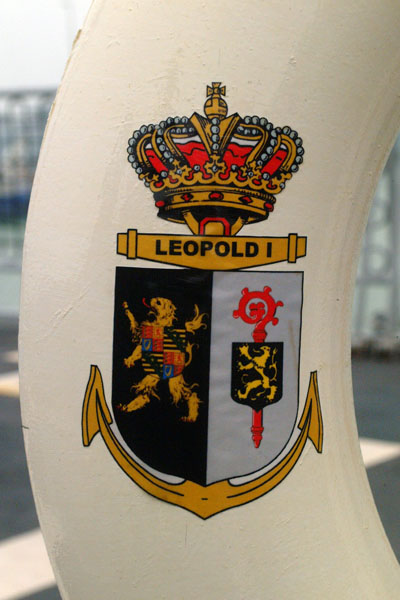
Wapenschild